# Kericho (hạt)
Hạt Kericho là một hạt thuộc tỉnh Rift Valley ở Kenya. Theo điều tra dân số ngày 24 tháng 8 năm 1999, hạt này có dân số 468493 người. Hạt Kericho có diện tích 2111 km². Hạt lỵ đóng tại Kericho.